# Ischigualastobekken

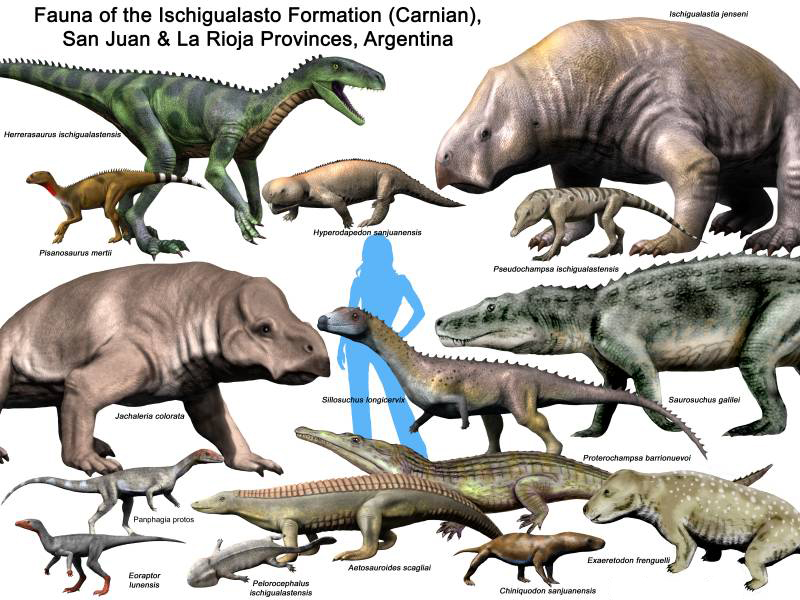
Paleofauna van het Ischigualastobekken

Het Ischigualastobekken is een geologisch bekken in de ondergrond van Argentinië. Het bekken is ontstaan tijdens het Trias. Er zijn in het Ischigualasto-bassin fossielen gevonden van onder andere primitieve dinosauriërs, krokodilachtigen en therapsiden, dieren die kenmerken van zowel zoogdieren als reptielen hebben.

## Locatie, geschiedenis en geologie
Het Ischigualastobekken, ook wel bekend als Valle de la Luna, bevindt zich in het grensgebied van de westelijke Argentijnse provincies San Juan en La Rioja en maakt onderdeel uit van de natuurparken Ischigualasto en Talampaya. Het Ischigualastobekken staat op de werelderfgoedlijst omdat het de enige locatie in de wereld is waar zich continentale sedimenten uit het gehele Trias bevinden met fossiele vondsten die van belangrijke waarde zijn voor de kennis van de evolutie van de gewervelde dieren.
In 1870 loofde de Argentijnse president premies uit voor vondsten van steenkool en enkele jaren later werd in het Ischigualastobekken een dergelijke vondst gedaan. Het leidde tot de Los Rastros-mijn en de geoloog Rigal beschreef enkele fossielen van ongewervelden die hier werden gevonden. Los Rastros lag echter in een gebied dat moeilijk toegankelijk was en de mijn raakte verlaten. In de jaren veertig was er door de Tweede Wereldoorlog een toegenomen behoefte aan steenkool en kwam Los Rastros opnieuw onder de aandacht. In 1942 vond de geoloog Frenguelli fragmenten van een cynodont en een jaar later publiceerde de paleontoloog Cabrera de eerste studie van Argentijnse gewervelde dieren uit het Trias. Dit leidde tot meer onderzoek, onder meer door Alfred Romer, op dat moment een van de belangrijkste paleontologen.
Het Ischigualastobekken omvat zeven formaties, waarvan drie met fossiele vondsten van tetrapoden: de Chañares-formatie (circa 235 miljoen jaar oud), de Ischigualasto-formatie (circa 230 miljoen jaar oud) en de Los Colorados-formatie (circa 225 miljoen jaar oud). In de Talampaya-, Tarjados-, Ischichuca- en Los Rastros-formaties zijn alleen fossiele planten gevonden. Fossiele planten tonen aan dat het gebied tijdens het Trias een klimaat had dat vergelijkbaar is met de hedendaagse Afrikaanse savannes. Deze fossiele flora's bestaan voor een groot deel uit pteridofyten, die als de hedendaagse grassen groeiden, afgewisseld met bossen van coniferen. Het Ischigualasto-bassin komt wat betreft fauna sterk overeen met de Santa María-formatie en de Caturrita-formatie uit de Rosário do Sul-groep van de Braziliaanse deelstaat Rio Grande do Sul.

## Fauna

### Chañares-formatie

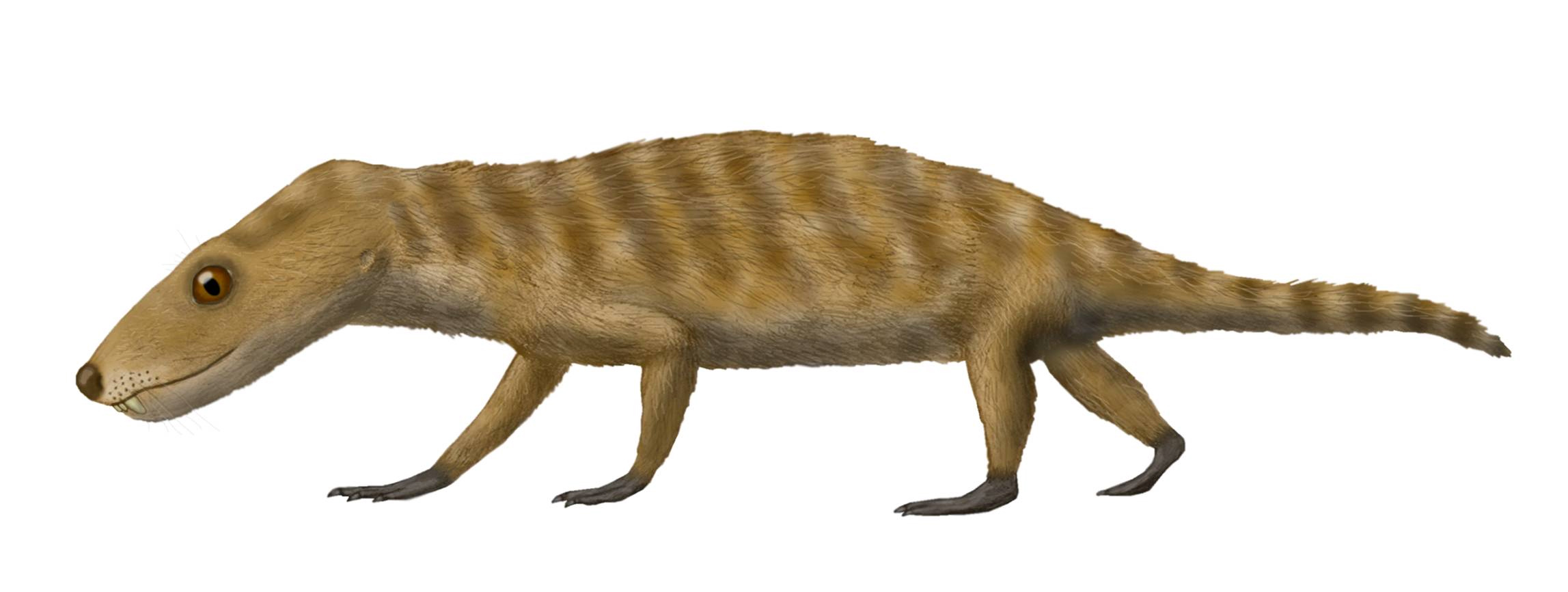
Probelesodon lewisi (=Chiniquodon)

In deze formatie zijn vooral de therapsiden en krokodilachtige archosauriërs sterk vertegenwoordigd. In de Chañares-formatie zijn meer dan honderd fossielen gevonden. Een belangrijk deel van de fossielen zijn gevormd toen het gebied met as werd bedekt na een vulkaanuitbarsting. Inmiddels zijn zeventien gewervelde landdieren bekend uit de Chañares-formatie, waarvan het merendeel (tien) archosauriërs zijn. De meeste fossielen zijn cynodonten. Maar liefst 81% van de fauna van de Chañares-formatie behoort tot deze groep, waarvan 58% tot het geslacht Massetognathus. De overige fossielen zijn van dicynodonten (7%) en archosauriërs (12%). Opvallend genoeg zijn er weinig fossielen van grotere diersoorten.
- Cynodontia: Massetognathus pascuali, Chiniquodon theotonicus, Probainognathus jenseni
- Dicynodontia: Dinodontosaurus brevirostris
- Crurotarsi: Luperosuchus fractus, Gualosuchus reigi, Gracilisuchus stipanicicuorum, Lagosuchus talampayensis, Lagerpeton chanarensis, Lewisuchus admixtus, Chanaresuchus bonapartei, Marasuchus lilloenses, Pseudolagosuchus major, Tropidosuchus romeri

### Ischigualasto-formatie

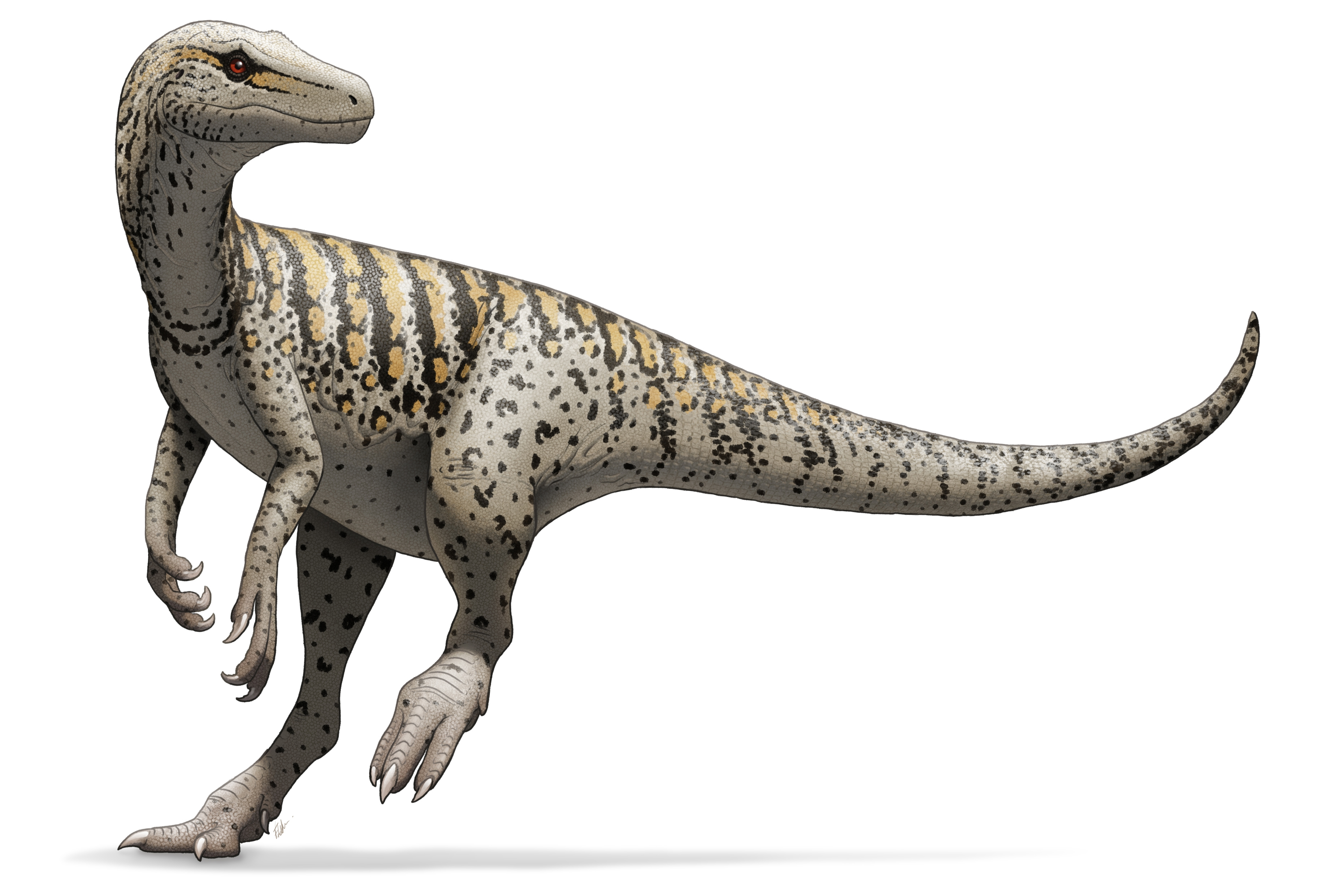
Herrerasaurus ischigualastensis

Van de drie formaties is de Ischigualasto-formatie het soortenrijkst. Therapsiden, dinosauriërs en krokodilachtige dieren zijn alle goed vertegenwoordigd. In het paleoecosysteem heeft ten opzichte van de Chañares-formatie een verschuiving plaatsgevonden in de verhoudingen: therapsiden en archosauromorphen maken nu allebei ongeveer een helft van de fauna uit, hoewel nog slechts 11% van de fossielen toebehoort aan dinosauriërs. Rhynchosauriërs en cynodonten (met name Scaphonyx en Exaeretodon) zijn de algemeenste vondsten.
- Cynodontia: Chiniquodon sanjuanensis, C. theotonicus, Ecteninion lunensis, Probainognathus jenseni, Exaeretodon frenguellii, E. argentinus, Ischignathus sudamericanus
- Dicynodontia: Ischigualastia jenseni
- Saurischia: Herrerasaurus ischigualastensis, Eodromaeus murphi, Eoraptor lunensis, Chromogisaurus novasi, Panphagia protos, Sanjuansaurus gordilloi
- Ornithischia: Pisanosaurus mertii
- Primitieve Archosauria: Proterochampsa barrionuevoi, Chanaresuchus bonapartei
- Rauisuchia: Saurosuchus galilei, Sillosuchus longicervix
- Sphenosuchia: Trialestes romeri
- Ornithosuchia: Venaticosuchus rusconii
- Aetosauria: Aetosauroides scagliai
- Rhynchosauria: Hyperodapedon mariensis, Scaphonix sanjuanensis
- Temnospondyli: Pelorocephalus ischigualastensis, Promastodontosaurus bellmani

### Los Colorados-formatie
Deze formatie, ook wel aangeduid als La Esquina, is vooral bekend om de fossielen van dinosauriërs en krokodilachtigen die er gevonden zijn. Therapsiden zijn minder algemeen dan in de twee oudere formaties. Dit is een wereldwijd fenomeen, want de therapsiden stierven gedurende het Laat-Trias grotendeels uit. Negentig procent van de fossielen behoort toe aan archosauriërs. Fossielen van de laatste overlevenden van de herbivore therapsiden zijn alleen in de onderste lagen van de Los Colorados-formatie gevonden en dit deel van de formatie wordt wel aangeduid als de Jachaleria Biozone.
- Cynodontia: Chaliminia musteloides
- Dicynodontia: Jachaleria colorata
- Saurischia (Prosauropoda): Coloradisaurus brevis, Lessemsaurus sauropoides, Riojasaurus incertus
- Saurischia (Theropoda): Zupaysaurus rougieri
- Crurotarsi: Hemiprotosuchus leali, Pseudohesperosuchus jachaleri, Riojasuchus tenuiceps, Neoaetosauroides engaeus
- Testudinata: Paleochersis talampayensis

## Overzicht Ischigualastobekken
| Groep                  | Formatie                                                                            | Therapsiden                                                                                 | Dinosauriërs | Overige archosauriërs                                         | Overige dieren |
| ISCHIGUALASTOBEKKEN    |                                                                                     |                                                                                             | |                                                               |                |
| Los Colorados-formatie | Jachaleria, Chaliminia                                                              | Coloradisaurus, Lessemsaurus, Riojasaurus, Zupaysaurus                                      | Neoaetosauroides, Hemiprotosuchus, Pseudohesperosuchus, Riojasuchus                                                                      | Paleochersis                                                  |                |
| Ischigualasto-formatie | Ecteninion, Probainognathus, Chiniquodon, Exaeretodon, Ischignathus, Ischigualastia | Herrerasaurus, Eodromaeus, Eoraptor, Chromogisaurus, Panphagia, Sanjuansaurus, Pisanosaurus | Proterochampsa, Chanaresuchus, Saurosuchus, Sillosuchus, Venaticosuchus, Trialestes, Aetosauroides                                       | Hyperodapedon, Scaphonyx, Pelorocephalus, Promastodontosaurus |                |
| Chañares-formatie      | Dinodontosaurus, Massetognathus, Chiniquodon, Probainognathus                       | (geen)                                                                                      | Luperosuchus, Gualosuchus, Gracilisuchus, Lagosuchus, Lagerpeton, Lewisuchus, Chanaresuchus, Marasuchus, Pseudolagosuchus, Tropidosuchus | (geen)                                                        |                |